# يان شنايدر (مخرج)
يان شنايدر (بالإنجليزية: Ian Schneider)‏ هو كاتب سيناريو ومخرج أمريكي، ولد في 3 أكتوبر 1992 في فلينت في الولايات المتحدة.

## وصلات خارجية
- يان شنايدر على موقع IMDb (الإنجليزية)
- يان شنايدر على موقع كينوبويسك (الروسية)